# Thorpe Langton
 (octobre 2023).
Pour les articles homonymes, voir Thorpe et Langton.
Thorpe Langton est une paroisse civile et un village du Leicestershire, en Angleterre.